# Wine of Morning
Wine of Morning ist ein US-amerikanischer Spielfilm aus dem Jahr 1955 und hat Barabbas zum Thema, der laut biblischem Bericht an Stelle von Jesus Christus durch Pontius Pilatus begnadigt wurde.
Der Film basiert auf dem Roman Wine of Morning  von Bob Jones Jr.

## Handlung
Auf einer stürmischen Schiffsreise schreibt Barabbas einen Brief an seinen Freund Stephanus und erinnert sich an seine Zeit in galiläischen Nazareth.
Dort ist er mit dem Zimmermann Josef und dessen Sohn Jesus befreundet. Eines Tages lernt er Irene, die zukünftige Braut seines Freundes Stephanus, kennen und verliebt sich in sie. Auf Stephanus’ und Irenes Hochzeit in Kana geht überraschend der Wein aus. Maria bittet Jesus um Hilfe, der daraufhin Wasser zu Wein verwandelt.
Wenig später beschließt Joel, Nazareth zu verlassen und nach Kaparnaum zu gehen. Dort besucht er seine Freunde Sarah und Jonathan sowie deren Sohn Dismas. Da Jonathan an einer Lähmung erkrankt ist, unterstützt Joel Dismas beim Betrieb von Jonathans Geschäft. Er lernt den rabiaten Steuereintreiber Levi kennen und bemerkt verbittert die Unterdrückung der Juden durch die Römer. Während Joel am liebsten kämpfen würde, wartet Jonathan auf die Erlösung durch Gott.
Nachdem Dismas eines Tages begeistert eine Dämonenaustreibung durch Jesus beobachtet hat, bringen er und Joel auch Jonathan zu Jesus. Sie lassen Jonathan durch die Decke des Hauses zu Jesus hinunter; Jonathan wird geheilt.
In der Zwischenzeit lernt Joel den Fremden Omah kennen, dessen Familie von den Römern grausam umgebracht worden war. Omah nimmt Joel zu Jesus mit; zu Joels Enttäuschung wählt Jesus ihn jedoch nicht als Jünger aus. Omah wirbt Joel für eine Untergrundbewegung an, die für die Befreiung Israels kämpft.
In Jerusalem lernt Joel Prinz Manean kennen und wird von ihm sechs Monate lang ausgebildet. Bei der Ausführung eines Auftrags rettet er die ägyptische Tänzerin Myra vor den Avancen von Maneans Diener Toron. Joel und Myra verlieben sich ineinander.
Manean plant für das nahende Pessachfest eine Aktion gegen die Römer. Er gibt Joel den Namen Barabbas, als dieser vorschlägt, das nötige Geld von den zu erwartenden Pilgern zu rauben. Wenig später schließt sich auch Dismas der Gruppe um Manean an.
Als Toron Barabbas an die Römer verrät, kann Barabbas entkommen und tötet Toron. Myra schlägt Manean vor, Torons Beerdigung zur gemeinsamen Flucht zu nutzen. Bald wird Barabbas von den Römern als Räuber steckbrieflich gesucht. Wenig später wird Barabbas bei einem Raubüberfall gefasst; Myra kommt um.
Zur gleichen Zeit wird Pontius Pilatus Jesus als Häftling vorgeführt, dem Gotteslästerung zur Last gelegt wird. Pilatus finden keine Schuld an ihm, doch das Volk verlangt Jesu Kreuzigung. Pilatus überlässt dem Volk die Wahl, ob aus Anlass des Pessachfestes Jesus oder Barabbas begnadigt werden soll; das Volk entscheidet sich für Barabbas. Schließlich gibt Pilatus dem Volk nach und verurteilt Jesus; Barabbas’ Komplizen Gestas und Dismas werden gemeinsam mit Jesus gekreuzigt. Erschüttert verfolgt Barabbas Jesu Kreuzigung auf Golgotha. Jesus wird von den Anwesenden verhöhnt; lediglich Dismas hält zu ihm.
Nachdem Barabbas’ Schiff während des Sturms Schiffbruch erleidet, wird Barabbas zu Irene gebracht, die inzwischen einen Sohn namens Joel hat. Irene berichtet Barabbas von Jesu Auferstehung und Himmelfahrt. Sie und Stephanus ließen sich später taufen; Stephanus wurde von den Römern wegen seines Glaubens gesteinigt. Kurz vor seiner Abreise gesteht Barabbas Irene, dass er sie einst geliebt hat.
In Antiochien trifft Barabbas Manean wieder, der sich zum Christentum bekehrt hat; auch Barabbas wird Christ. Auf seiner Reise mit Paulus wird Barabbas verhaftet und eingekerkert. Aus Anlass des Todes von König Herodes Agrippa besteht für Barabbas die Aussicht, begnadigt zu werden.

## Produktionsnotizen
Der Film entstand unter Mitwirkung von Studenten und Mitarbeitern der Bob Jones University. Als Grundlage diente der Roman Wine of Morning des Universitätspräsidenten Dr. Bob Jones Jr. aus dem Jahr 1950. Dieser hatte schon lange geplant, einen Roman über Barabbas zu schreiben, fand aber erst, als ihn eine Pleuritis für zwei Monate ins Krankenbett zwang, die Zeit zum Schreiben. Sechs Monate später war der Roman vollendet. Der Roman wurde schließlich von Unusual Films verfilmt; Bob Jones Jr. übernahm dabei die Rolle von Pontius Pilatus.
Wine of Morning wurde beim International Congress of Motion Picture and Television School Directors bei den Internationalen Filmfestspielen von Cannes gezeigt. Er war der erste Film, der die vier wichtigsten Auszeichnungen der National Evangelical Film Foundation gewann.
Wine of Morning war Katherine Helmonds Filmdebüt.